# Ernst Gennat
Ernst August Ferdinand Gennat (Plötzensee, 1 januari 1880 – Berlijn, 21 augustus 1939) was een beambte van de Berlijnse gerechtelijke politie. Hij wordt beschouwd als een van de meest begaafde en succesrijkste politiemensen van Duitsland. Meer dan 30 jaar heeft hij onder drie verschillende politieke systemen gediend. Hij bedacht het woord seriemoordenaar.
Zijn medewerkers noemden hem Buddha of "der volle Ernst", omwille van zijn imposante lichaamsomvang.

## Levensloop

### Beginjaren
Door zijn vaders beroep in het gevangeniswezen kwam Ernst al vroeg in aanraking met de miserie van de laagste bevolkingsklassen.
Na zijn middelbare studies en dienstplicht, studeerde hij aanvankelijk rechten aan de Berlijnse Friedrich-Wilhelm-Universiteit. Na acht semesters besloot hij zijn studie stop te zetten en tot de gerechtelijke politie toe te treden.

### Berlijnse adelclub
In 1904 treedt hij toe tot de politie en in 1905 wordt hij gerechtelijk commissaris of Kriminalkommissar. Voor de Eerste Wereldoorlog bestond het grootste deel van de leidinggevende officieren uit jonge academici die hun studies hadden stopgezet, of uit voormalige legerofficieren.

### Afdeling moord
In de tijd van de Weimarrepubliek (1919-1933) bestond er binnen de politie nog geen moordsectie. Wanneer de politie geconfronteerd werd met een moord, werd een groep speurders uit alle afdelingen binnen de politie bij elkaar gezet. Er was echter een gebrek aan opleiding, middelen en kennis.
Ernst Gennat ligt aan de basis van de eerste voltijdse afdeling moord die op 1 januari 1926 officieel onder zijn leiding van start ging. Deze bestond uit geselecteerde politiemensen.
Deze moordsectie werd door de hele wereld geacht en erkend.
In 1931 kon deze centrale moordsectie van de 114 moorddelicten, er 108 oplossen; door Gennats hardnekkigheid, geheugen, en een enorm psychologisch inlevingsvermogen.
Hij was echter een tegenstander van elke vorm van geweld bij het verhoor van verdachten.
Hij werd door zijn kennis en inzicht maar ook door zijn typisch droge humor en woordgebruik een mediafiguur.

### Onderzoek
Gennat was in 1926 een van de eersten die het belang van een gedegen sporenonderzoek op de plaats delict erkende.
Hij stelde nauwkeurige richtlijnen op om een plaats delict te betreden en liet een Mercedes-Benz-limousine speciaal ombouwen tot rijdend bureel en logistiek voertuig. Het voertuig was uitgerust met mogelijke middelen om gedegen sporenonderzoek te doen: van rubberen handschoenen, pincetten, fotomateriaal tot schijnwerpers.
Deze werkwijze kreeg navolging, onder andere in 1927 in München.
Ook lag Gennat aan de basis van een cartotheek waarin alle feiten van moord, ook buiten Berlijn, werden bijgehouden. Dit heeft het mogelijk gemaakt dat, door het samen leggen van informatie, heel wat moordzaken konden opgelost worden.
Ook hiervoor werd Ernst Gennat wereldwijd geroemd.

### Nationaalsocialisme
Nadat in 1933 de nationaalsocialisten aan de macht kwamen, en de politie gezuiverd werd van niet-arische beambten, bleef Gennat op post. Hij voerde onderzoeken vanuit zijn kantoor; het lopen werd hem door zijn overgewicht veel te zwaar. Onder zijn bevel waren er weinig jonge politiemensen die zich tot het nationaalsocialisme bekeerden. Gennat werd gezien als een democratische figuur, het prototype van de modelpolitieman, rechtschapen, niet om te kopen.
Ondanks zijn afkerige houding tegen het nieuwe regime kreeg hij toch in 1935 de leiding over de gehele Berlijnse politie.

### Overlijden

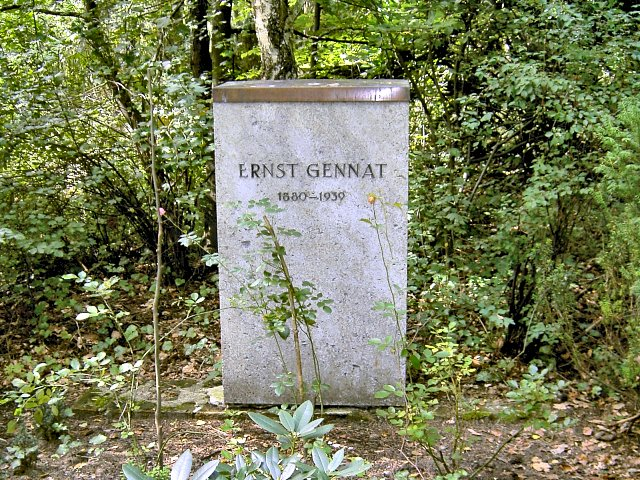
Het graf van Ernst Gennat

In 1939 trad hij plots in het huwelijk en op 20 augustus 1939 stierf hij ten gevolge de gevolgen van darmkanker.
Meer dan 2000 politiemensen liepen achter de kist van Ernst Gennat en woonden zijn begrafenis bij.

### Eigen artikelen
Ernst Gennat schreef een aantal artikelen, waaronder:
- Ernst Gennat: Die Düsseldorfer Sexualmorde. In: Kriminalistische Monatshefte 1930, ZDB-ID 206467-4, S. 2–7, 27–32, 49–54, 79–82.
- Ernst Gennat: Der Kürtenprozeß. In: Kriminalistische Monatshefte 1931, ZDB-ID 206467-4, S. 108-111, 130-133.

### Vakliteratuur
- Karl Berg: Der Sadist. Der Fall Peter Kürten. Belleville, München 2004, ISBN 3-923646-12-7
- Sace Elder: Murder Scenes. Normality, Deviance, and Criminal Violence in Weimar Berlin. The University of Michigan Press, 2010, ISBN 978-0472117246.
- Hsi-Huey Liang: Die Berliner Polizei in der Weimarer Republik. De Gruyter, Berlin, New York 1977, ISBN 978-3110065206.
- Dietrich Nummert: Buddha oder der volle Ernst. Der Kriminalist Ernst Gennat (1880–1939). In: Berlinische Monatsschrift Heft 10/2000, S. 64-70.

### Boeken
- Franz von Schmidt: Vorgeführt erscheint. Erlebte Kriminalistik. Stuttgarter Hausbücherei, Stuttgart 1955.
- Franz von Schmidt: Mord im Zwielicht. Erlebte Kriminalgeschichte. Verlag Deutsche Volksbücher, Stuttgart 1961.
- Regina Stürickow: Der Kommissar vom Alexanderplatz. Aufbau Taschenbuch-Verlag, Berlin 2000, ISBN 3-7466-1383-3 (Biografie).
- Regina Stürickow: Mörderische Metropole Berlin. Kriminalfälle 1914–1933. Militzke, Leipzig 2004, ISBN 3-86189-708-3.
- Regina Stürickow: Mörderische Metropole Berlin. Kriminalfälle im Dritten Reich. Militzke, Leipzig 2005, ISBN 3-86189-741-5.

### Romans
- Philip Kerr: Das letzte Experiment. Rowohlt Verlag GmbH, Reinbek bei Hamburg 2009, ISBN 978-3-8052-0869-7 (Historischer Kriminalroman).
- Philip Kerr: Metropolis. Quercus Editions Ltd, 2019, ISBN 978-1-78747-321-8.
- Volker Kutscher: Der nasse Fisch. Gereon Raths erster Fall. Verlag Kiepenheuer & Witsch, Köln 2008, ISBN 3-462-04022-7 (Historischer Kriminalroman).
- Volker Kutscher: Der stumme Tod. Gereon Raths zweiter Fall. Verlag Kiepenheuer & Witsch, Köln 2009, ISBN 3-462-04074-X (Historischer Kriminalroman).
- Volker Kutscher: Goldstein. Gereon Raths dritter Fall. Kiepenheuer & Witsch, Köln 2010, ISBN 978-3-462-04238-2
- Volker Kutscher: Die Akte Vaterland. Gereon Raths vierter Fall. Kiepenheuer & Witsch, Köln 2012, ISBN 978-3-462-04466-9
- Regina Stürickow: Habgier. Berlin-Krimi-Verlag, Berlin-Brandenburg 2003, ISBN 3-89809-025-6
- Susanne Goga: Die Tote von Charlottenburg dtv München 2012, ISBN 978-3-423-21381-3

## Televisiedocumentaire
- Tatort Berlin: Ernst Gennat – Der Mordinspektor vom Alex. Dokumentarfilm von Gabi Schlag und Benno Wenz. rbb 2011.[2]